# Розин, Леонид Александрович
Леонид Александрович Розин (27 мая 1927, Ленинград — 20 апреля 2020, Санкт-Петербург) — учёный в области гидродинамики и механики деформируемого твердого тела, строительной механики, теории упругости, доктор физико-математических наук (1968), профессор (1969). Заведовал кафедрой "Строительная механика и теория упругости" СПБПУ (1968—1998). Заслуженный деятель науки и техники РСФСР.

## Биография
Родился 27 мая 1927 года в Ленинграде. Все детство прожил в Ленинграде. Среднее образование получил там же, в среднеобразовательной школе.
В военные годы лишился родителей. Вместе с интернатом был эвакуирован из блокадного Ленинграда на Урал. После войны вернулся в Ленинград.
В 1945 году поступил на физико-механический факультет Ленинградского политехнического института, который окончил в 1951 году. Уже в институте Леонид Александрович начинает заниматься научной деятельностью под руководством профессоров физико-механического факультета А. И. Лурье и Л. Г. Лойцянского.
После окончания института Леонид Александрович работал на Дальнем Востоке, затем в проектно-изыскательском институте «Ленгидропроект», деятельность которого связана с проектированием гидроэнергетических и водохозяйственных объектов.
Работая в «Ленгидропроект», продолжает самостоятельно заниматься научной деятельностью, связанной с решением задач гидродинамики. В частности, Л. А. Розину удалось получить первое аналитическое решение в теории нестационарного пограничного слоя.
Позже научные интересы Леонида Александровича смещаются в сторону решения задач по строительной механике и теории упругости. Большую помощь Л. А. Розину оказывает главный инженер А. Л. Можевитинов, позднее ставший профессором политехнического института, заведующим кафедрой гидротехнических сооружений.
Л. А. Розин получает ряд научных результатов, которые используются при расчетах и проектировании гравитационных плотин со встроенной ГЭС Ульза в Албании и Саньмынься в Китае.
Журнал «Известия Ленгидропроекта» активно публиковал первые научные работы Розина.
В 1958 году Леонид Александрович получает приглашение в вычислительную лабораторию Ленинградского университета как известный специалист в области гидродинамики и прочностных расчетов.
В этот период разрабатывает метод расчленения операторов дифференциальных уравнений при построении стержневых аппроксимаций в теории оболочек.
В 1968 году защищает докторскую диссертацию. В основу диссертации лег метода расчета арочных плотин по схеме «арка-консоль» Чиркейской, Ингурской и Саянской ГЭС.
В 1968 году Л. А. Розин приглашен на должность заведующего кафедрой строительной механики и теории упругости Ленинградского политехнического института. С его приходом на кафедре начинается развитие современной строительной механики, ориентированной на численные методы и в первую очередь — на метод конечных элементов, ставший основным вычислительным методом в современной строительной механике.
В 1969 году Леонид Александрович получает звание профессора.
В 1971 году Издательством ВНИИ Гидротехники им Веденеева выпущена первая в СССР книга по методу конечных элементов Л. А. Розина «Расчет гидротехнических сооружений на ЭЦВМ. Метод конечных элементов».
В 1972 году Издательством Ленинградского политехнического института выпущено первое учебное пособие «Основы метода конечных элементов в теории упругости».
С 1976 по 1998 Леонид Александрович продолжает научную деятельность. Выпускаются научные труды «Стержневые системы как системы конечных элементов», «Метод конечных элементов в применении к упругим системам», «Вариационные постановки задач для упругих систем», «Теоремы и методы статики деформируемых систем», «Задачи теории упругости и численные методы их решения».
В это же время на кафедре впервые в СССР началось преобразование учебного курса строительной механики с целью его переориентации на использование численных методов, появился специальный курс по МКЭ, стали защищаться дипломные работы с использованием МКЭ.
Леонид Александрович организовал всесоюзные школы-семинары по МКЭ, которые способствовали широкому распространению метода и переобучению инженерных и научных кадров в области прочностных расчетов. Всего было проведено 10 школ-семинаров под его руководством, начиная с 1973 года.
Его книга по вариационным постановкам стала в СССР самой цитируемой в работах по численным методам в строительной механике, поэтому Розин был приглашен для чтения лекций в нескольких университетах Израиля и США.
Под его руководством было защищено около 100 кандидатских и 10 докторских диссертаций. Некоторые из его учеников, такие как В. И. Сливкер, В. В. Лалин, А. В. Вовкушевский, С. Г. Шульман, Б. И. Корнеев стали профессорами, уважаемыми специалистами в области прочностных расчетов. А научные разработки Леонида Александровича и его учеников и сотрудников использовались при расчетах промышленных, энергетических сооружений и гидротехнических сооружений, элементов проточного тракта зданий ГЭС и в других областях техники.
Леонид Александрович Розин уделял огромное внимание подготовке высококвалифицированных научных кадров. Является автором более 160 статей и 7 монографий. Также ему присвоено звание Заслуженного деятеля науки и техники Российской Федерации.

## Научные труды
- Л. А. Розин. Расчет гидротехнических сооружений на ЭЦВМ. Метод конечных элементов. — Л., «Энергия», 1971, 214 с.
- Л. А. Розин. Основы метода конечных элементов в теории упругости. — Л.: ЛПИ им. М. И. Калинина, 1972, 84 c.
- Л. А. Розин. Стержневые системы как системы конечных элементов. — Л.: Изд-во ЛГУ, 1976. 232 с.
- Л. А. Розин. Метод конечных элементов в применении к упругим системам. — М.: Стройиздат, 1977, 128 с.
- Л. А. Розин. Вариационные постановки задач для упругих систем. — Л.: ЛГУ им. А. А. Жданова, 1978, 224 с.
- Л. А. Розин, И. А. Константинов, В. А. Смелов. Расчет статических определимых стержневых систем. — Л.: ЛГУ им. А. А. Жданова, 1983, 227 с.
- Л. А. Розин. Теоремы и методы статики деформируемых систем. — Л.: ЛГУ им. А. А. Жданова, 1986, 276 с.
- Л. А. Розин, И. А. Константинов, В. А. Смелов. Расчет статически неопределимых стержневых систем. — Л.: Изд-во Ленинградского университета, 1988, 328 с.
- Л. А. Розин. Определение перемещений в деформируемых системах (Формулы Максвелла — Мора). — Л.: ЛПИ им. М. И. Калинина, 1990, 102 с.
- Л. А. Розин. Задачи теории упругости и численные методы их решения. — СПб: СПбГТУ. 1998. 530 с.